# Флориан
Марк Аний Флориан (на латински: Marcus Annius Florianus) е римски император, вероятно брат на Марк Клавдий Тацит, управлява 88 дни.
Флориан е назначен от император Тацит за преториански префект, а след смъртта му през юни 276 г., е обявен за император от войските в Мала Азия и приема поста. Обаче той пропуска преди това да се допита официално до Сената в Рим и това е използван от Проб, водещ генерал с претенции към властта, предпочетен от легионите в Египет, Сирия и Палестина. Те незабавно го издигат за император и се противопоставят на Флориан. Силите на Проб са по-малочислени, но са и по-боеспособната от двете армии.
Флориан е зает с военни действия, той довършва изтласкването от Мала Азия на разбунтувалите се алански наемници от похода срещу Персия на предишния император Аврелиан. Започва война и срещу Проб, но след няколко неуспешни сражения с войските му в Киликия губи доверието на легионите си, които го убиват (септември 276 г.) и минават на страната на съперника му, който на свой ред става едноличен владетел на империята.